# Portret van Margaret Stonborough-Wittgenstein
Portret van Margaret Stonborough-Wittgenstein (Duitse vertaling: Porträt der Margaret Stonborough-Wittgenstein) is een olieverfschilderij van de Oostenrijkse kunstschilder Gustav Klimt, geschilderd in 1905. Het werk bevindt zich sinds 1960 in de collectie van de Neue Pinakothek te München.

## Margaret Wittgenstein
Margaret Wittgenstein (1882-1958), ook wel "Gretl" genoemd, was de dochter van de Joodse staalmagnaat Karl Wittgenstein. Ze was de jongste van acht kinderen. De filosoof Ludwig Wittgenstein en pianist Paul Wittgenstein waren haar broers. Drie andere broers pleegden zelfmoord, waarbij wel gesuggereerd is dat de strenge en veeleisende opvoeding van hun vader daar mede debet aan was..
Al op jonge leeftijd was Margaret een opvallende, vrijgevochten doch graag geziene figuur in de Weense culturele en intellectuele wereld. Ze was wetenschappelijk geïnteresseerd en verdiepte zich in de wiskunde en scheikunde, hetgeen voor een vrouw uit haar kringen hoogst ongewoon was. Ze was bevriend met psychoanalyticus Sigmund Freud, die ze in 1939 zou helpen vluchten naar de Verenigde Staten. Met haar broer Ludwig deelde ze de passie voor filosofie en met Paul de liefde voor muziek. Ook was ze een begaafd tekenares.
In 1905 trad Margaret in het huwelijk met de steenrijke arts, fabrikant en grootgrondbezitter Jerome Stonborough uit New York. Een jaar eerder gaf haar vader Klimt opdracht tot het hier besproken portret, bedoeld als huwelijkscadeau. Margaret was op dat moment 22 jaar jong. In 1923 zou ze van haar man scheiden. Jaren later zou ook hij zich van het leven beroven.

## Afbeelding
Klimt begon in 1904 met de voorbereiding van het portret van Margaret Wittgenstein, die daartoe veelvuldig zijn atelier bezocht. Aanvankelijk maakte hij vooral voorbereidende tekeningen, waarop duidelijk te zien is dat hij veel aandacht besteedde aan haar houding. Soms kijkt ze in die schetsen recht het beeld uit, in andere staat ze in driekwart profiel zoals op het definitieve portret. Vaak heeft ze alleen een stola over zich heen. Het verhaal gaat dat Margaret vaak naakt voor Klimt poseerde en zo ook vrijelijk door zijn atelier liep. Pas later voegde hij de witte japon toe, in de stijl van Whistler en Khnopff. De tekenstudies voor het portret tonen ook nauwelijks uitgewerkte gelaatstrekken. Dat aspect hoorde voor Klimt tot de laatste perfectioneringsfase.
Het uiteindelijke portret toont een mooie jonge vrouw, met een bleek gelaat en donker haar. Haar ogen zijn gericht op een punt buiten het doek. Ze lijkt in gedachten verzonken, bijna alsof een moment van spirituele openbaring beleeft. Klimt gebruikte een staand doek waarop ze levensgroot kon worden afgebeeld. Ze draagt een witte japon die de schouders vrij laat, waardoor de lange hals en het opgestoken haar nog beter uitkomen. Haar handen houdt ze stevig ineengevouwen. De voeten vallen net buiten het beeldvlak. Het hoofd wordt als het ware omlijst door een stralenkrans op de achtergrond, een ornament dat de schilder later vaker zou gebruiken.
Opvallend is de achtergrond van het schilderij, waarin de formele pose van het de jonge vrouw als het ware wordt gereflecteerd in de strakke kubistische architectuur. De plaatsing van de diverse gekleurde rechthoekige vlakken neemt elke indruk van ruimtelijke diepte weg. Tegelijkertijd zorgt de dichtheid van de kleuren voor een spanning met de gesuggereerde doorzichtigheid van de japon. De geometrische vormen zelf doen denken aan de architectuur van zijn collega-Secessionslid Josef Hoffmann, met wie hij vanaf 1905 ook aan het Stocletpaleis werkte. Waar hij eerder neutrale achtergronden gebruikte markeert het een overgang naar een meer abstractere weergave van de realiteit, die zijn latere werken zou kenmerken.

## Studies, 1904

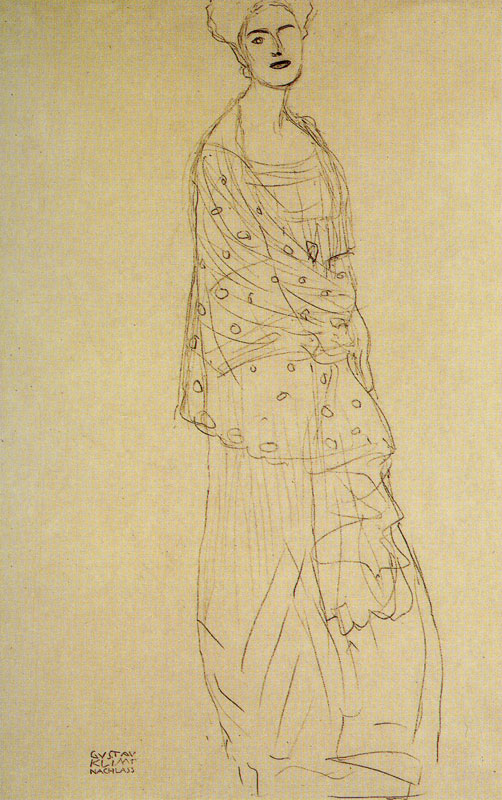
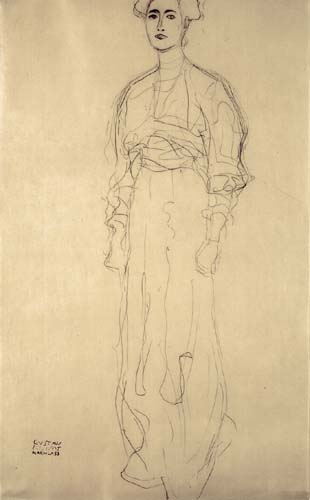
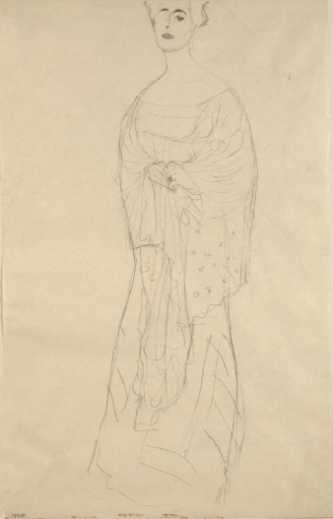

Judith I (1901) · Portret van Margaret Stonborough-Wittgenstein (1905) · De drie levensfasen van de vrouw (1905) · Portret van Fritza Riedler (1906) · Portret van Adèle Bloch-Bauer I (1907) · De kus (1907-1908) · Danaë (1907-1908) · Judith II (1909) · Dame met hoed en verenboa (1909) · Stoclet-fries (1905-1911) · Portret van Adèle Bloch-Bauer II · (1912) De maagd (1912-1913)